# Werner Grissmann
Werner Grissmann, né le 21 janvier 1952 à Lienz, est un skieur alpin autrichien. Il a également été pilote de rallye, participant à dix neuf épreuves entre 1981 et 1986, dont dix manches du championnat du monde.

## Palmarès

### Jeux olympiques d'hiver
| Épreuve / Édition | Descente | Slalom géant | Slalom |
| JO 1976 Innsbruck | 7e       | —            | —      |

### Championnats du monde
| Épreuve / Édition                    | Descente | Slalom géant | Slalom | Combiné |
| JO 1976 Innsbruck                    | 7e       | —            | —      | —       |
| Mondiaux 1978 Garmisch-Partenkirchen | Bronze   | —            | —      | —       |

### Coupe du monde de ski alpin
- Meilleur résultat au classement général : 8e en 1975
  - 1 victoire : 1 descente

#### Saison par saison
- Coupe du monde 1973 :
  - Classement général : 25e
    - 1 victoire en descente : Saint-Moritz
- Coupe du monde 1974 :
  - Classement général : 16e
- Coupe du monde 1975 :
  - Classement général : 8e
- Coupe du monde 1976 :
  - Classement général : 22e
- Coupe du monde 1977 :
  - Classement général : 20e
- Coupe du monde 1978 :
  - Classement général : 22e
- Coupe du monde 1979 :
  - Classement général : 33e
- Coupe du monde 1980 :
  - Classement général : 21e
- Coupe du monde 1981 :
  - Classement général : 46e

### Arlberg-Kandahar
- Meilleur résultat : 3e place dans la descente 1980 à Lake Louise

### Championnat du monde des rallyes
- 10e du Rallye Sanremo 1984 sur Audi 80 Quattro (copilote : Jörg Pattermann)
- 5e du Rallye du Portugal 1985 sur Audi Quattro A2 (copilote : Jörg Pattermann)
- 8e du Rallye Sanremo 1985 sur Audi Quattro A2 (copilote : Jörg Pattermann)